# Sayburç
Sayburç, Sayburc o Sayburç Ören Yeri es un yacimiento arqueológico situado en el barrio de Sayburç del distrito de Karaköprü, en la provincia de Sanliurfa, sudeste de Turquía.
Sayburç, es un asentamiento del Neolítico cerámico de hacia el 9000 a. C., cuando las poblaciones de cazadores recolectores se iban desplazando hacia culturas agrícolas y sedentarias.
El asentamiento fue descubierto en 2021 por la arqueóloga Eylem Özdoğan, de la Universidad de Estambul, después de que se notificara al Museo Arqueológico de Sanliurfa que se habían utilizado fragmentos de obelisco en los muros de los jardines del pueblo.
El yacimiento sigue siendo excavado en el marco del proyecto Tas Tepeler (Colinas de Piedra) que incluye el bien conocido de Göbekli Tepe, Patrimonio de la Humanidad, el primero en ser descubierto y otros once sitios arqueológicos del período Neolítico a su alrededor, incluido aquí el de Sayburç, todos con los característicos obeliscos en forma de T.
Se han encontrado varios edificios residenciales y uno comunal como resultado de las primeras muestras de socialización por el proceso de neolitización para el desarrollo de actividades colectivas y rituales. Este edificios comunal presenta elementos simbólicos que fueron decisivos para el avance de este nuevo modo de vida con amplias relaciones sociales.
Para la doctora Özdoğan, los relieves encontrados, que muestran a hombres, sus miembros sexuales y animales peligrosos se encuentran entre el arte narrativo, con un tema y una historia, más antiguo nunca antes visto.